# Neope kurilensis
Neope kurilensis är en fjärilsart som beskrevs av Matsumura 1928. Neope kurilensis ingår i släktet Neope och familjen praktfjärilar. Inga underarter finns listade i Catalogue of Life.